# Actinostachys digitata
Actinostachys digitata är en ormbunkeart som först beskrevs av Carolus Linnaeus, och fick sitt nu gällande namn av Nathaniel Wallich och Reed. Actinostachys digitata ingår i släktet Actinostachys och familjen Schizaeaceae. Inga underarter finns listade.